# ぬるめた
『ぬるめた』（NULL-META）は、こかむもによる日本の4コマ漫画作品。『まんがタイムきららMAX』（芳文社）にて、2020年2月号から4月号までスペシャルゲスト掲載され、同年5月号より連載中。

## 概要
2018年4月4日に作者のTumblrアカウント（藻塩 - Tumblr）に投稿された漫画を源流とし、同年4月23日に作者のpixivアカウント（こかむも - pixiv）で投稿されたpixiv上のぬるめた（以下、pixiv版）『めたりあるあんふぃくしょん（ぬるめた）１』を経て、同年9月15日、ニコニコ静画上にて（ぬるめた アーキタイプ / こかむも - ニコニコ漫画）（以下、アーキタイプ）の自主連載を始める。2019年12月19日発売の『まんがタイムきららMAX』2020年2月号でゲスト掲載、同年3月19日発売の5月号より連載開始（以下、連載版）。
pixiv版・アーキタイプ（以下、WEB版）と連載版には、時系列等の差異が存在する。
2021年7月17日、芳文社がニコニコ静画のきららベース上で連載版ぬるめたの追っかけ連載を開始（ぬるめた / こかむも - ニコニコ漫画）。
当時、アーキタイプのタイトルも同じく「ぬるめた」であったため、作者が「ぬるめた」から「ぬるめた アーキタイプ」へと改題した。
その際、連載版はWEB版の設定に少し変更を加えた別漫画であると明記された。

## 登場キャラクター

### 六角高校
くるみたち4人が通っている高校。学年は連載版スペシャルゲスト時のみ1年生で、ほか2年生。所属クラスは、1年も組（WEB版）、2年2組（1巻 #4 人造人間から）。
連載版では、部活に所属せず委員会にも立候補しなかった生徒は「掃除係」になる規則がこの高校にあり、それに該当しているくるみたち4人が、2年2組の「掃除係」となっている。
魚住 くるみ（うおずみ くるみ）
通称くるみ。正式名称「NULLOID:01 "KURUMI"」。正体は博士である千明の父親が開発した「人工生命体ヌルロイド１号」という「人造人間」である。再起動日は7月7日。出席番号は2番。金髪のセミショートヘアで、頭頂部に三角形のような髪型（アホ毛）がある。瞳は黒色。動揺したり焦っていると、アホ毛が尖り、アホ毛を押え込んでいたさきなの指を切るほど鋭利になる。これはくるみ以外全員知っており、ポーカーなどの自分の持ち札の形勢がわかるトランプゲームでは不利になり大負けした。しかし、神経衰弱では記憶力で圧勝した。子供のごとく天衣無縫に振る舞う非常に明るい性格。
人造人間としては、人間と遜色ないほど非常に精巧に造られており、知能や運動神経は人間を超越するほどの能力である。しかし、生殖機能を持たず生殖に関する知識もほとんど持ち合わせていないといった人間との差異もある。また、食事等のエネルギーの摂取を必要としないが、食欲が存在し食べることが好きなため、人間と同様に1日3食食べている。ハンバーガー17個を平気で食してしまい、重油をも飲むことができる。(#57 酒　にて除去手術が行われた)人造人間であるくるみはいつもちあきから「新機能」の改造を施されている。「人間の機能」である「腹の虫」にも憧れ、ちあきに頼み改造を施してもらったことがある。2年2組のクラスメイトとはとても仲が良く愛されており、体育の授業の際には、先生不在の中率先して統率を取ることもあった。
宗円 千明（そうえん ちあき）
通称ちあき。誕生日は4月22日。出席番号は8番。黒髪のロングヘアで二つ結び。瞳は黄色で、黒縁のメガネを掛けている。くるみと共に暮らしており、さきなとは家が隣同士の幼なじみ。軽挙妄動で男勝りな性格。高校生ながら卓越した技術力を持ち、くるみの新機能の全てがちあきの手によるものである。宗円家には現在ちあきとくるみの2人しか住んでいないが、2人の生活費は全て別居中のちあきの父親から出ている。
鴉越 咲樹菜（あごし さきな）
通称さきな。誕生日は8月1日。出席番号は1番。銀髪のロングヘアで、裾周りが稲妻のようなウェーブが掛かっている。頭に魚のような髪型が付いている。この魚のような髪型は、さきなの表情や感情とリンクしており、目やひれなどが変化する。眼は灰色。読書家で小説を嗜み、神林長平作品を特に好む。
性格は、泰然自若な風貌とは打って変わったとてもマイペースな大口開けて爆笑する笑い上戸。面倒臭がり屋であり、ちあきと共にほぼ全ての学校行事をサボっている。感受性が豊かであり、神林長平の「ぼくらは都市を愛していた」を読み終え、無自覚で涙を流していた。ちあきとは、家が隣同士の幼なじみである。王様という名の猫を飼っている。
高田 詩雪（たかだ しゆき）
通称しゆき。だが、作中で呼ばれることは稀であり、もっぱら「ゆき」と呼ばれる。誕生日は2月11日。出席番号は15番。初登場は1巻 #2 増殖。白髪セミロングのストレートヘアで、瞳は青色。頭部に猫の耳のような髪型を持つ。本人曰く、耳ではなく髪型なのだが、ほおが紅潮すると同じくそれも紅くなる。温厚篤実で人見知りな性格。3人によく振り回されるツッコミ担当。しかし時にはボケにも回ることもある。 自分たちのいる場が作品世界であること（「第四の壁」があること）に気づいており、ツッコミにメタ発言を織りまぜることがある 。ツッコミの仕方に、ボケた言動を再度繰り返してツッコミを入れる手法（お笑い用語での天丼）も取っている。
澤田先生（さわだせんせい）
2年2組担当の女性教師。初登場は1巻 #5 掃除。

### 親族
鴉越 彩（あごし あや）
さきなの母親。初登場は1巻 #8 休日。

### その他
王様（おうさま）
鴉越家で飼われているネコ。初登場は1巻 #8 休日。
ギャブソン・グニャグニャン隊長（ぎゃぶそん・ぐにゃぐにゃんたいちょう）
くるみの隊長。性別は女の子。出身は土星。くるみ曰く、鶏と会話することができるらしい。
また、「ギャブソン隊長」は世を忍ぶ仮の姿であり、正体は、2980円の猫の抱き枕。それゆえ、隊長であるがくるみより権力がなく頭を下げさせられている。

## 書誌情報
- こかむも 『ぬるめた』 芳文社〈まんがタイムKRコミックス〉、既刊5巻（2025年1月27日現在）
  1. 2021年1月27日発売[31][32]、ISBN 978-4-8322-7246-0
  2. 2022年1月26日発売[31]、ISBN 978-4-8322-7344-3
  3. 2023年1月26日発売[31]、ISBN 978-4-8322-7435-8
  4. 2024年1月26日発売[31]、ISBN 978-4-8322-9519-3
  5. 2025年1月27日発売[31]、ISBN 978-4-8322-9606-0